# フルール・ド・リス

フルール・ド・リス（仏: fleur-de-lis もしくは fleur-de-lys）は、アヤメ（アイリス）の花を様式化した意匠を指す。特に紋章の場合は政治的、王権的、芸術的、表象的、象徴的な意味をも持つが、現代においてもフランスに関わる政治的・表象的・象徴的意味合いが強い。

## 概要
fleur-de-lis の直訳は「ユリの花」であるが、ここに言う「ユリ」は一般的な「ユリ」（ユリ科ユリ属）ではなく、ユリ目に属するとされたアヤメ科アヤメ属のキショウブ（Iris pseudacorus）やニオイイリス（Iris florentina）といった花を指すとされる。
fleur-de-lis は、フランス語では[flœʁ də lis]（フルールドゥリス）と発音するのが一般的だが、[flœʁ də li]（フルールドゥリ）と語尾を発音しないとする例も見られる。英語では[ˌfləːrdˈliː]（フラードゥリー）と発音する。
フルール・ド・リスはヨーロッパの紋章や旗に何世紀にもわたり数多く見られるが、歴史的には特にフランス王家と関係が深く、またブルボン家の一員であるスペイン王家やルクセンブルク大公家も現在でも紋章に使用し続けている。フルール・ド・リスはフランスの切手などにも使用される継続的なフランスの象徴であるが、共和国としてのフランスはフルール・ド・リスを公式には特に採用しなかった。
北アメリカでは、フルール・ド・リスはルイジアナ、ケベック、他のカナダの州のフランス語圏など、かつてヌーベルフランス（フランス入植地）であった地で使用されていることが多い。
また、イタリア・フィレンツェや、スイス・チューリッヒ州シュリーレンの紋章にも使用されている。
フルール・ド・リスはまた軍隊の記章やさまざまな組織のロゴに見られ、20世紀には世界各国のボーイスカウト・ガールスカウトの組織に採用され、バッジになった。
第二次世界大戦でのナチス・ドイツ武装親衛隊においてはフランス人義勇兵で編成された第33SS武装擲弾兵師団（通称「シャルルマーニュ」）が部隊章として用いた。
建築家やデザイナーはフルール・ド・リスを、単独あるいは背景模様に繰り返して、特にフランスにちなんだものの場合、鉄製品から製本までさまざまに使用することがある。宗教的には聖三位一体の象徴であり、また特に受胎告知の場面では大天使ガブリエルを象徴する図像となっている。このようにフルール・ド・リスは聖母マリアとも関連がある。

## 起源
「Fleur-de-lis」とはフランス語で「アヤメの花」を意味し、アイリスの一種を様式化したものだと広く考えられている。フルール・ド・リスを思わせる装飾品は、文明のごく初期から工芸に現れている。

装飾的あるいは象徴的に用いられる、様式化された花は通常フルール・ド・リスと呼ばれ、全ての時代と文明に共通して見られる。基本的な図式的主題であり、メソポタミアの円筒印章、エジプトの浅浮き彫り、ミケーネ文明の陶器、サーサーン朝の織物、ガリアの硬貨、マムルーク朝の硬貨、インドネシアの衣類、日本の紋章やドゴン族のトーテムにも見られる。
これについて議論した多くの著者は、フルール・ド・リスが図式的にユリではないことに同意したが、その由来がアイリスか、エニシダか、ハスか、ハリエニシダから来るのか、その形が三叉の矛か、矢じりか、両刃斧か、あるいはハトを表すのかといった点では合意に至らなかった。このことはたいした問題ではない、というのが我々の意見である。重要なのはフルール・ド・リスが、おそらく花を非常に様式化した図形であり、新旧の世界でほとんど全ての文明によって装飾や紋章として使われてきた点である。

フルール・ド・リスは一貫して王家の象徴として使われてきたが、異文化によってその意味はさまざまに解釈されている。
近代のフルール・ド・リスに近い意匠が最初に見られたのは、ガリアのコインである。

## 王権の象徴

### クロヴィス1世
伝説によれば493年、メロヴィング朝のクローヴィス1世がキリスト教への改宗に際し、フランスの君主で最初にフルール・ド・リスを王家の紋章に採用して宗教的純血の象徴とした。伝説は様々な形をとっており、その多くはクロヴィス王の改宗に関連したものであった。これらの伝説は、「フランス王の権威は皇帝や教皇の審議なしで直接神から授かったものであり、フランス王家は聖別されている」という主張を裏書するものとなった。
伝説のいくつかは、クロヴィス王を聖別するために天からもたらされた聖油の壺について記述しており、王族の神秘性を強めている。これはおそらく、ハトが聖レミギウスのところに運んだものである。別の伝説によれば、クロヴィスの洗礼式に聖母マリアが現れ、祝福の贈り物としてユリを与えたという。聖母マリアは、しばしば花と関連付けられる
。クロヴィスの妻、ブルグント族のクロティルダ（後の聖クロティルダ）は、通常これらの伝説の中で重要な役割を果たしている。夫がキリスト教信者になるのを促しただけではなく、彼女の存在は君主を支持するブルグント王国の重要性を強調するのである。
キリスト教とフランス王の王権神授に重きを置かない伝説によれば、クロヴィスはヴイエの戦いで勝利を収める直前に花をかぶとに置いたといい、そこからフルール・ド・リスを王家の象徴に選んだという。

### フランク時代からのフランス王権

1376年以前のフランスの紋章

このクロヴィスとの関係から、フルール・ド・リスはすべてのキリスト教徒のフランス王を象徴するようになったが、なかでも有名なのがシャルルマーニュ（カール大帝）である。14世紀のフランスの著述家の主張によれば、西フランク王国から発展したフランスの君主はその伝統を、クロヴィスが神から授けられた王家の紋章の贈り物にまで遡ることができるという。
この言い伝えは現在まで流布しており、たとえ17世紀に懐疑論が起こり、現代の学識が「フルール・ド・リスは紋章の図像となる以前は宗教的な意匠であった」と確認したとしても、それは変わらない。
実際のユリの花とともにフルール・ド・リスは聖母マリアと関連付けられ、12世紀にはルイ6世やルイ7世が笏などで紋章に使い始め、自らの主権と聖人の象徴とを結びつけようとした。ルイ7世は1179年、息子のフィリップ2世の即位式の際、フルール・ド・リスの衣服の使用を命じているが、フルール・ド・リスの使用が初めて目に見える形で確認できるのは1211年のことになる。それは、のちのルイ7世とその保護者を表す封蝋で、「花」がちりばめられている
。
14世紀後半まで、フランス王家の紋章はフランス語で「D'azur semé de fleurs de lis d'or」という、金色の小さなフルール・ド・リスを撒いた青い盾であったが、シャルル5世は1376年頃、フルール・ド・リスを全体に散らしたものからフルール・ド・リス3つのデザインに変更した。これら2つの紋章はそれぞれ「France Ancient」（古フランス）「France Modern」（近代フランス）という符牒で呼ばれる。

ブルボン家の紋章

ルイ9世（聖王ルイ）の時代、3つの花びらは信頼、知恵、騎士道精神を意味し、フランスに授けられた神のしるしだと言われた。次の14世紀には聖三位一体を象徴することがフランスで伝統になり、他へ広がっていった。
1328年、イングランドのエドワード3世はフランス王位継承を主張し、1340年に「France Ancient」を国章にクォータリングした 。フランス王が「France Modern」を採用した後、1411年頃からイングランド王はそれを模倣した。百年戦争によってイングランド王家はフランスにおける領土を失ったが、イングランド（のちにはグレートブリテン王国）の君主は、1811年にジョージ3世がフランス王位に対する正式な要求をあきらめるまで、フランスの紋章をクォータリングし続けた。
シャルル7世は1429年12月29日、ジャンヌ・ダルクの家族を貴族に叙し、代々引き継ぐことのできる象徴的呼称を与えた。1430年1月20日、フランスの紋章院は、家族の称号を貴族に登録している。
下賜により彼らの姓は「du Lys」（ユリの）に変わった。
「France Modern」はフランス王旗であり続け、フランス革命までは白い背景の旗がフランスの国旗であった。革命時に今日のフランスの国旗に変更されたのである。フルール・ド・リスは1814年に再びフランスの旗に戻されたが、1830年の7月革命後、みたび変更された。フランス第二帝政終焉後の非常に奇妙な成り行きの中、旗は明らかに歴史の動きに影響した。シャンボール伯アンリはフランス王即位を求められたが、トリコロール旗ではなくフルール・ド・リスの描かれた白い旗に戻すという条件にこだわった。彼の出した条件は拒絶され、結果フランスは第三共和政を採ったのである。
「France Modern」はまた古いフランス行政区で、イル・ド・フランスの紋章、たとえば地元憲兵の制服のバッジなどにも見られた。
フランス第五共和政の初代大統領だったシャルル・ドゴールはフルール・ド・リスを引き合いに以下のような言葉を残している。
「フランスはサーベルで築かれた国である。国民の連帯の象徴たるフルール・ド・リスは三つの刃を持つ槍を顕した図にほかならない」

（La France fut faite à coups d'épée. La fleur de lys, symbole d'unité nationale, n'est que l'image d'un javelot à trois lances.in La France et son armée.）

### 他のヨーロッパの王朝と統治者

スコットランドの紋章

イングランドとスコットランドのクラウン・ジュエルにおいて、フルール・ド・リスはかなり大きな位置を占める。前述のようにイングランド王家（プランタジネット朝以降）はフランスのヴァロワ朝とフランス王位を争い、イングランドと敵対していたスコットランドは「敵の敵」であるフランス王家の同盟国であった。イギリスの紋章では、フルール・ド・リスはさまざまに使用されており、紋章のシステム（cadency）では6番目の息子の紋章を意味する。花のふち飾り（ダブル・トレッシャー・フローリー（double tressure flory）あるいは フローリー・カウンターフローリー（flory counterflory）は、ジェームズ1世以来、スコットランド王家の紋章の重要な装飾部である。
高貴なるフルール・ド・リス

ジェイムズ王以来かの楯を取り巻く
—サー・ウォルター・スコット、「最後の吟遊詩人の歌」

フィレンツェのユリ

フィレンツェのフルール・ド・リスでは、花びらの間に常におしべが配置される。この紋章の図形は「フィレンツェのユリ」としてよく知られており、従来のデザインとは区別される。フィレンツェのフルール・ド・リスは都市の紋章として、今でも司教聖ゼノビウスの像に見られる。フィレンツェの通貨フローリン金貨にはこのフルール・ド・リスが刻まれており、ハンガリーのフォリントや他のフローリン硬貨のデザインや通貨名に影響を与えることになった。イタリアの他の地域では、フルール・ド・リスは教皇の王冠と紋章、パルマ公国のファルネーゼ家、ヴェネツィアの総督などによって使用された。

ボスニア・ヘルツェゴビナ

フルール・ド・リスはボスニアのコトロマニッチ家の象徴でもあった。コトロマニッチ家は中世ボスニアの支配者でアンジュー家の後援を得ていた。ここでは花はボスニア・ヘルツェゴビナ原産のボスニアユリだと考えられている。フルール・ド・リスは1992年から1998年までボスニア・ヘルツェゴビナの国旗に使われた。現在ではボシュニャク人の民族的な象徴として使われている。

フルール・ド・リスは紋章としてさらに広まった。フルール・ド・リスを象徴として使用している都市のうち、「lily」にちなんだ都市名を使用しているところもある。例として、フランスのリール、フィンランドのリリェンダール（Liljendahl）がある。ユリにちなんだ地名の都市の紋章にユリの図柄を使うことを、紋章学の用語では「カンティング」と呼んでいる。
またその他、フルール・ド・リスは王朝の象徴として広く使われただけではなく、貴族に限らず例えば中世の銀行家フッガー家によっても使われた。

### 北アメリカ

ケベック

アケイディアナ

フルール・ド・リスは新世界に向かうヨーロッパ人、特にフランス人移民と共に大西洋を横断した。現在はケベック州、ノバスコシア州、デトロイトほかの地で使われている。アケイディアナ地域と南ルイジアナの多くの都市、例えばニューオーリンズやバトンルージュでも、フルール・ド・リスを使用している。同様に、フランス王ルイの名を由来とする地がいくつかある。例えばケンタッキー州のルイヴィル、ミズーリ州のセントルイスなどでは、3弁の花びらが3つの川（ミシシッピ川、ミズーリ川、イリノイ川）の収束をも意味している。

## 宗教と芸術における象徴性

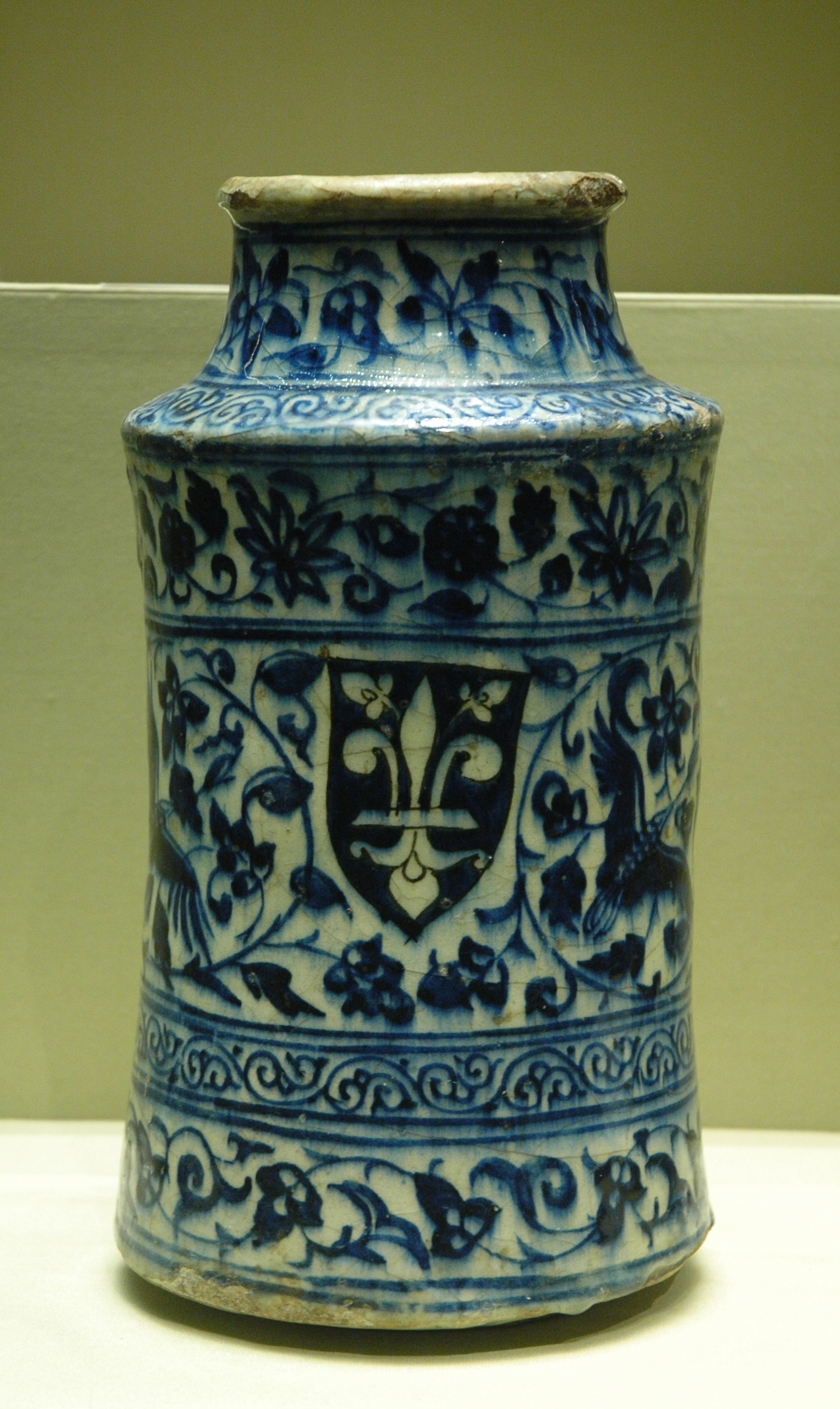
14世紀にシリアで作られたアルバレロのフルール・ド・リス

中世、ユリの図像とフルール・ド・リスは、宗教芸術の分野では重なる部分が多い。歴史家のミシェル・パストローによれば、1300年頃までユリはイエス・キリストを象徴していたが、次第に聖母マリアのシンボルへと変化して、マリアに言及したソロモンの雅歌「lilium inter spinas」（いばらのユリ）と関連付けられるようになった。
他の聖句や宗教文学の中でユリが純潔と貞節を象徴するとされたことも、この花が図像学上、聖母マリアのアトリビュートとして確立されるのを助けた。
中世イングランドでは12世紀中頃から、貴婦人の印章にフルール・ド・リスと女性の像がしばしば見られるようになった。これは聖母マリアを暗示し、「女性の純潔と崇高」を表す。花を携えた聖母マリアの像が最初に現れたのは11世紀、彼女に捧げられた大聖堂が発行したコインの模様である。次いで1146年、ノートルダム大聖堂を皮切りに、大聖堂の司教座聖堂参事会の印章に現れている。通常の描写では、聖母マリアは右手に花を持っている。ノートルダム大聖堂の聖母像はユリを手にしており、大聖堂中央入り口の上、バラ窓のステンドグラス中央にフルール・ド・リスの笏を持つ聖母が見られる。
花は「シンプルな花型（fleurons）、あるいは園芸用のユリ、あるいはフルール・ド・リスの紋章」の場合もある。それらの花は聖母マリアの象徴として、しばしば受胎告知の絵に現れる。ボッティチェッリやフィリッポ・リッピなどの絵が有名である。リッピはまた両方の花を違った関係（「森の聖母」（Madonna in the Forest））でも描いている。
紋章の3枚の花びらの意匠は、三位一体との広範囲にわたる関わりを反映している。この考え方は14世紀フランスまで遡り、信頼、知恵、騎士道精神を表すという初期の考え方に付加された。
「光の花」の象徴は時折、「fleur-de-luce」の古語から来たと理解される。ラテン語の「lux, luc-」は「光」を意味するためである。しかしオックスフォード英語辞典は、これが語源からではなく、綴りから生じたことを示唆している。

## 近代における様相

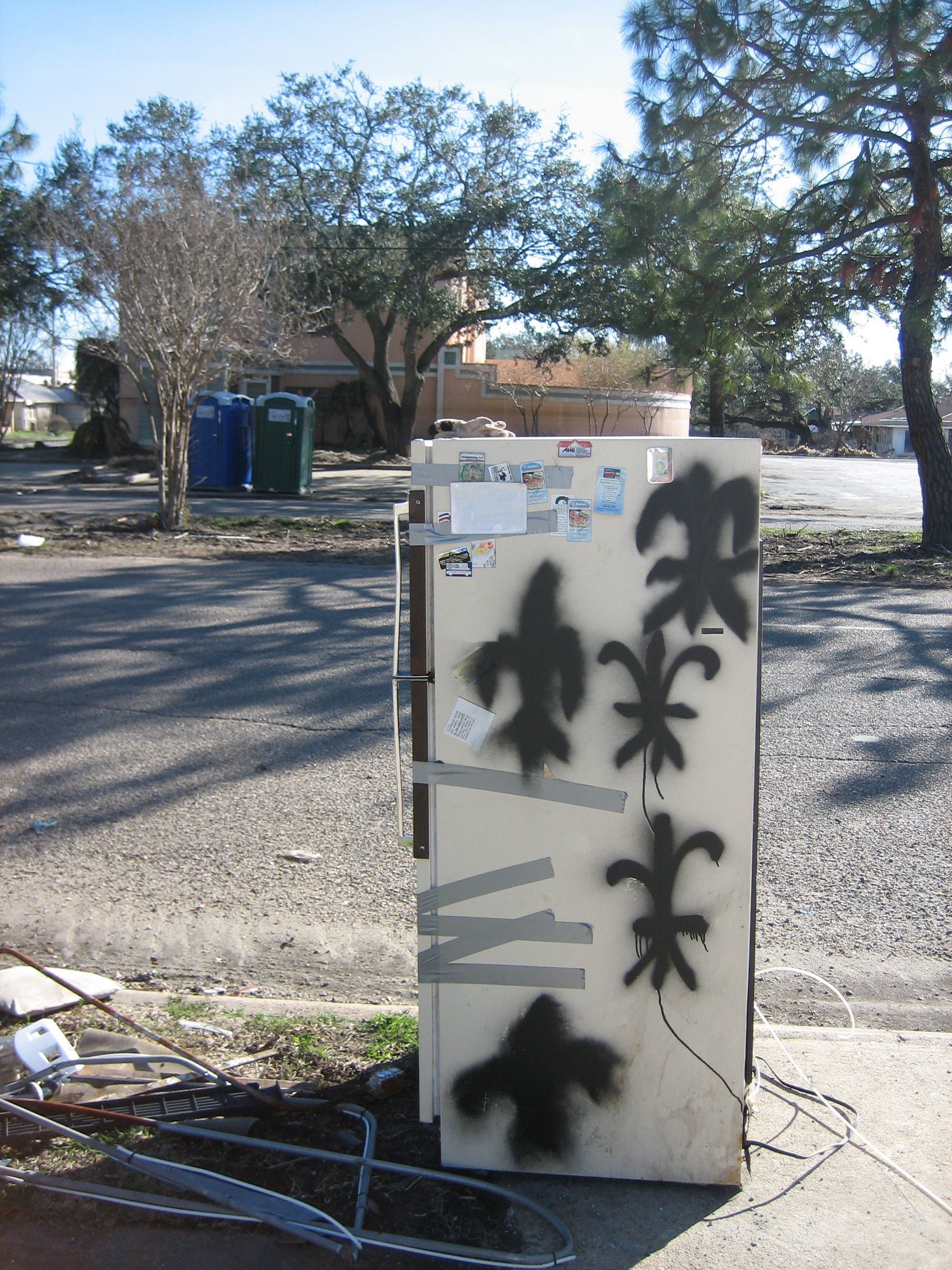
2005年、ハリケーン・カトリーナ後のニューオーリンズにて。

近代のフルール・ド・リスの使用には「日常生活における紋章の継続」を反映したものがある。意図的に使用するものもあるが、「何世紀も前の古い記章や象徴を今も使い続けること」に無自覚な場合もある。
フルール・ド・リスは、イスラエル国防軍情報部や第一次世界大戦時のカナダ海外派遣軍のような軍記章で重要な役割を果たす。スポーツ・チームや学校、会社の紋章やロゴにも採択されることもある。フィレンツェのサッカーチームであるACFフィオレンティーナやアメリカンフットボールチームのニューオーリンズ・セインツやルイジアナ・ラファイエット大学のように、地域の旗を反映させた場合には特に多い。

フルール・ド・リスは、あまり伝統的ではない方法で使われることもある。ハリケーン・カトリーナの後、様々な年齢や背景を持つニューオーリンズの人々が嵐の「記念」として、「その文化的紋章のひとつ」を刺青した。

### スカウティングの象徴

方位図

ベーデン＝パウエルによるスカウティングのシンボル

ボーイスカウト活動組織のほとんどで、フルール・ド・リスはスカウト活動の主なテーマ、すなわち戸外と自然を表すロゴの重要な要素となっている。3枚の花びら（もしくは葉）は、スカウトの3つの誓い（神と王、あるいは神と国への忠誠、他への協力、スカウトの掟の遵守）を表す。同様に、トレフォイル（trefoil）の3枚の葉は、ガイドの3つの誓いを意味する。方位図（羅針図）では、フラヴィオ・ジョイア（Flavio Gioja）以来の伝統により、北方向を表示する印としてもフルール・ド・リスがしばしば使用される。スカウティングの提唱者ロバート・ベーデン＝パウエルは、「フルール・ド・リスは左右に振れることなく常に正しい方向を指し示し、これに従えば必ず戻ってくることができる」としてシンボルに採用したという。

## 文学
フルール・ド・リスは、現代のフィクションに歴史的、神秘的なテーマ性を付与している。例えば、ベストセラー小説「ダ・ヴィンチ・コード」や、シオン修道会について述べた他の作品などに顕著である。しかし、フランス文学ではつとに繰り返し現れているもので、著名なものにヴィクトル・ユーゴーの「ノートルダム・ド・パリ」、デュマの「三銃士」などがあり、犯罪者にフルール・ド・リスの烙印を押すという古い習慣（フランス語で Fleurdeliser）が出てくる。エリザベス朝のイングランド文学では、アイリスの名として何世紀も使われ続けてきたが、時折ユリや他の花にも言及する。
The lilly, Ladie of the flowring field,
The Flowre-deluce, her louely Paramoure

百合、花咲くの野の貴婦人
フルール・ド・リス、その美しき秘密の恋人。
—エドマンド・スペンサー、『妖精の女王』1590年

## その他
- フランスのファッションデザイナー、イヴ・サン＝ローランがそのファッションデザインに用いていることで知られている。
- フィンランドのヘヴィメタルバンド、ストラトヴァリウスはシンボルにフルール・ド・リスを用いている。
- コンピュータゲーム「キングダム ハーツII」では、「Valor Form」のソラにフルール・ド・リスがつく。また「ヒットマン」では、シリーズ・シンボルはフルール・ド・リスの変型である。ウォーハンマーシリーズの「ウォーハンマー 40,000」では「アデプタ・ソロリタス」に、「ウォーハンマー：ファンタジーバトル」では「ブレトニス王国」のシンボルに使われている。「セインツロウ」では、主人公の所属するストリートギャング「サード・ストリート・セインツ」のシンボルマークに、紫色のフルール・ド・リスが使われている。
- 日本プロサッカーリーグ（Jリーグ）に加盟するツエーゲン金沢がシンボルマークにフルール・ド・リスを用いている。ただし、ツエーゲンの公式発表によれば、アヤメではなく県の花であるクロユリがモチーフとされている[27]。
- キリスト教主義学校である立教学院では1932年から学内のキリスト教団体でフルール・ド・リスが使われ始め、2009年に校章に次ぐセカンダリー・シンボルとして位置づけられた[28]。

## ギャラリー

ケベック州の旗
モントリオール市の旗
デトロイト市の旗
プリンス・オブ・ウェールズのヘラルディック・バッジ

## 符号位置
| 記号 | Unicode | JIS X 0213 | 文字参照         | 名称         |
| ---- | ------- | ---------- | ---------------- | ------------ |
| ⚜    | U+269C  | -          | &#x269C; &#9884; | FLEUR-DE-LIS |